# Harry Reid
Harry Mason Reid (født 2. december 1939 i Searchlight, Nevada, død 28. december 2021), var en amerikansk senator fra det demokratiske parti, der repræsenterede delstaten Nevada fra 1987 til 2017. I 2015 overlod han majoritetsposten til republikaneren Mitch McConnell, som følge af tabet af midtvejsvalget i 2014, og fungerede som mindretalsleder for partiet i senatet.
Han har derudover været viceguvernør i Nevada fra 1971 til 1975 og var medlem af Jesu Kristi Kirke af Sidste Dages Hellige.
Reid meddelte i marts 2015, at han ikke ønskede at genopstille.